# Nathanael West
Nathanael West (született: Nathan Weinstein; New York, 1903. október 17. – El Centro, 1940. december 22.) amerikai író és forgatókönyvíró. Két sötéten szatirikus regényről emlékeznek rá: a Törtszív kisasszony (1933) és a Sáskajárás (1939), amelyek az újság- és a hollywoodi filmiparban játszódnak.

## A kezdetek
Nathanael West Nathan Weinstein néven született New Yorkban, az oroszországi Kovno-ból (a mai Kaunas, Litvánia) származó askenázi zsidó szülők első gyermekeként. Szülei, Anuta (Anna, született Wallenstein, 1878–1935) és Max (Morduch) Weinstein (1878–1932), felső középosztálybeli háztartást tartottak fenn egy zsidó negyedben a manhattani Upper West Side-on. West kevés ambíciót mutatott, kimaradt a középiskolából és csak középiskolai bizonyítványának hamisításával nyert felvételt a Tufts College-ba.
Miután kizárták a Tuftsból, úgy került be a Brown Egyetemre, hogy eltulajdonította Tufts diáktársa, az unokatestvére bizonyítványát. Bár West kevés iskolai munkát végzett a Brownnál, sokat olvasott. Figyelmen kívül hagyta amerikai kortársai realista műveit, a francia szürrealisták, valamint az 1890-es évek brit és ír költői, különösen Oscar Wilde javára. West érdeklődésének középpontjában a szokatlan irodalmi stílus és a szokatlan tartalom állt. Érdeklődni kezdett a kereszténység és a misztika, az irodalom és a művészet által tapasztalt vagy kifejezett módja iránt.
Mivel a legtöbb testvéri közösséghez nem csatlakozhattak zsidó diákok, fő barátja leendő sógora, S. J. Perelman volt. (Perelman feleségül vette West húgát, Laurát.) West éppen hogy végzett a Brownnál. Ezután három hónapra Párizsba ment, és ekkor változtatta a nevét Nathanael Westre. Családja, ki eddig támogatta, az 1920-as évek végén anyagi nehézségekbe ütközött. West hazatért és időnként az építőiparban dolgozott az apjának, végül a Manhattan East 23. utcájában található Hotel Kenmore Hall éjszakai portásként talált állást. West egyik valós szállodai élménye ihlette a Romola Martin és Homer Simpson közötti incidenst, amely később megjelent a The Day of the Locust (1939) című könyvben.
1933-ban a New York-i Sutton Hotel menedzsereként alkalmazták, amely a 330 E. 56th Street szám alatt található.

## Munkássága
Bár West főiskola óta dolgozott az írásán, csak a szállodában töltött csendes éjszakai munkája során talált időt arra, hogy összeállítsa regényét. West ekkor írta meg azt, amiből végül a Miss Lonelyhearts lesz (1933). Maxim Lieber 1933-ban irodalmi ügynökeként szolgált. 1931-ben azonban, két évvel a Miss Lonelyhearts befejezése előtt, West kiadta The Dream Life of Balso Snell című regényét, amely a főiskolán született. Addigra West a New Yorkban és környékén dolgozó írók (köztük William Carlos Williams és Dashiell Hammett) csoportjába tartozott.
1933-ban West vásárolt egy farmot Pennsylvania keleti részén, de hamarosan szerződéses forgatókönyvíróként kapott munkát a Columbia Picturesnél, és Hollywoodba költözött. 1934-ben kiadta harmadik regényét, az A Cool Million-t. Három műve közül egyik sem fogyott jól, így kevesebb mint 800 dollárt keresett, így az 1930-as évek közepét pénzügyi nehézségekkel töltötte, és szórványosan dolgozott együtt forgatókönyveken. Sok film, amin dolgozott, B-film volt, mint például a Five Came Back (1939). Ebben az időben írta meg a The Day of the Locust című könyvét. Regényének számos helyszínét és kisebb szereplőit közvetlenül a Hollywood Boulevard egyik szállodájában szerzett tapasztalataiból vette át.
1939 novemberében felvették forgatókönyvíróként az RKO Radio Pictures-hez, ahol Boris Ingsterrel együtt dolgozott Francis Iles Before the Fact (1932) című regényének filmadaptációján. West és Ingster hét hét alatt írta meg a forgatókönyvet, West a karakteralkotásra és a párbeszédre, Ingster pedig a narratív struktúrára összpontosított.
Az RKO a Suspicion (1941) címen kiadott filmet Alfred Hitchcockra bízta; de Hitchcocknak már volt saját, lényegesen eltérő forgatókönyve. Hitchcock forgatókönyvét Samson Raphaelson, Joan Harrison (Hitchcock titkára) és Alma Reville (Hitchcock felesége) írta. West és Ingster forgatókönyvét elhagyták, de a szöveg megtalálható a Library of America kiadásában, amely West összegyűjtött műveit tartalmazza.

## Halála
1940. december 22-én West és felesége, Eileen McKenney egy mexikói vadászútról tértek vissza Los Angelesbe. West a kaliforniai El Centróban nekihajtott egy stoptáblának és az ütközés következtében ő és McKenney meghaltak. (Haláluk a barátjuk, F. Scott Fitzgerald halála utáni napon következett be.) McKenney ihlette a My Sister Eileen című Broadway-darab címszereplőjét, és ő és West a tervek szerint New Yorkba repültek volna a Broadway december 26-i megnyitójára.
Westet a Queens-ben lévő Mount Zion temetőben temették el, a koporsójába helyezve felesége hamvait is.

## Írásművészete
Bár West nem volt széles körben ismert élete során, hírneve halála után nőtt, különösen azáltal, hogy 1957-ben megjelentette összegyűjtött regényeit a New Directions kiadó. A Miss Lonelyhearts-t széles körben West remekműveként tartják számon. A Day of the Locust-ból film készült, amely 1975-ben jelent meg Donald Sutherland és Karen Black főszereplésével. Hasonlóképpen a Miss Lonelyhearts (1933) filmes (1933, 1958, 1983), színpadi (1957) és operai (2006) változatban is megjelent; Hitchcock Hátsó ablak című filmjében szereplő "Miss Lonelyhearts" karakter pedig párhuzamot mutat West munkásságával.
A Day of the Locust obszcén, harsány tájképei annak fényében erősödtek meg, hogy az ország többi része akkoriban zord szegénységben élt. Noha West részt vett a szocialista gyűléseken a New York-i Union Square-en, regényei nem mutatnak rokonságot a kortárs aktivista írók, például John Steinbeck és John Dos Passos regényeivel. West írásstílusa nem teszi lehetővé a pozitív politikai okok ábrázolását, ahogy Malcolm Cowley-nak írt levelében a The Day of the Locust-ról bevallotta: „Megpróbáltam leírni a náciellenes liga találkozóját, de nem illett bele, és egy bordélyházat és egy mocskos filmet kellett helyettesítenem."
West úgy látta, hogy az amerikai álmot mind szellemi, mind anyagi értelemben elárulták, és írásában „a politikai ügyek, a vallásos hit, a művészi megváltás és a romantikus szerelem elsöprő elutasítását” mutatta be. A korrupt amerikai álomnak ez az elképzelése még sokáig fennmaradt halála után, a "nyugati betegség" kifejezés formájában, amelyet W. H. Auden költő alkotott meg, hogy a szellemi és gazdasági értelemben egyaránt létező szegénységre utaljon. Jay Martin 1970-ben írt egy kiterjedt életrajzot Westről. 2010-ben jelent meg Marion Meade egy másik életrajza, a Lonelyhearts: The Screwball World of Nathanael West and Eileen McKenney.

## Művei

### Regények
- The Dream Life of Balso Snell (1931) ISBN 0-374-5-0292-7
- Miss Lonelyhearts (1933) ISBN 0-14-003907-4
- A Cool Million (1934) ISBN 0-374-5-0292-7
- The Day of the Locust (1939) ISBN 0-14-003907-4

### Drámák
- Even Stephen (1934, with S. J. Perelman[5])
- Good Hunting (1938, with Joseph Schrank(wd))

### Elbeszélések
- Western Union Boy
- The Imposter

### Posztumusz
- Bercovitch, Sacvan, ed. Nathanael West, Novels and Other Writings (Library of America, 1997) ISBN 978-1-883011-28-4

### Magyarul
- Sáskajárás (The Day of the Locust) – Magvető, Budapest, 1971 (Világkönyvtár) · ford. Vándor Vera, bev. Osztovits Levente;
- Sáskajárás / Törtszív kisasszony / Egy kerek milliócska (The Day of the Locust / Miss Lonelyhearts / A Cool Million) – Kalligram, Pozsony, 1995 (Koáti könyvek) · ISBN 8071490822 · Fordította: Vándor Vera, Bartos Tibor, Széky János, előszó Nigel Gearing, utószó Marno János

## Forgatókönyvek
- Ticket to Paradise (1936)
- Follow Your Heart (1936)
- The President's Mystery (1936)
- Rhythm in the Clouds (1937)
- It Could Happen to You (1937)
- Born to Be Wild (1938)
- Five Came Back (1939)
- I Stole a Million (1939)
- Stranger on the Third Floor (1940)
- The Spirit of Culver (1940)
- Men Against the Sky (1940)
- Let's Make Music (1940)
- Before the Fact (Suspicion, 1941 film) (1940)

## Fordítás
- Ez a szócikk részben vagy egészben  a   Nathanael West című angol Wikipédia-szócikk fordításán alapul.  Az eredeti cikk szerkesztőit annak laptörténete sorolja fel. Ez a jelzés csupán a megfogalmazás eredetét és a szerzői jogokat jelzi, nem szolgál a cikkben szereplő információk forrásmegjelöléseként.